# Метт Скіба
Метью Томас Скіба (англ. Matthew Thomas Skiba, *24 лютого, 1976) американський музикант, співак та автор пісень відомий як вокаліст та гітарист гуртів Alkaline Trio та Blink-182. Скіба став неофіційним учасником гурту Blink-182 у березні 2015 після того як гітарист та вокасіт Том ДеЛонг залишив гурт вдруге та офіційним учасником гурту у липня 2015; він брав участь у записі сьомого альбому гурту, California, який був виданий 1 липня 2016, а також у делюкс версії альбому, яка вийшла 19 травня 2017. Скіба також записувався та виступав соло та разом з його проектами, Heavens та The Hell. У 2012, він видав соло-альбом, Babylon, разом з своїм «фоновим» гуртом The Sekrets. Другий альбом, Kuts, виданий 1 червня 2015.

## Ранні роки і сім'я
Метт Скіба народився у Чикаго та переїхав у McHenry у віці трьох років. Він розпочав грати на піаніно та ударних в дитинстві. Його першим концером був Public Image Ltd. У 1996, коли він працював велосипедним кур'єром, він вирішив змінити ударні на гітару. Після цього він грав у таких гуртах як Blunt, Jerkwater, та the Traitors.
Його мати Доан Скіба є вчителем у Woods Creek Elementary School, що в Crystal Lake, Illinois. Його батько Томас Скіба є хірургом у Crystal Lake. Також у Метта є дві молодші сестри.

## Alkaline Trio
Скіба навчався на дизайнера у чиказькому Columbia College але покинув навчання у 1996 для заснування Alkaline Trio разом з ударником Гленном Портером та бас-гітаристом Робом Дораном.
Після того як гурт записав демо та сингл «Sundials», вони записали свій перший міні-альбом For Your Lungs Only, під час запису Доран залишив гурт. Ден Андріано приєднався до гурту як новий бас-гітарист для завершення запису. Гурт видав свій перший студійний альбом Goddamnit на лебйлі Asian Man Records у 1998, наступний альбом Maybe I'll Catch Fire та збіру Alkaline Trio у 2000.
Склад гурту знову змінився у 2000 коли Портер залишив гурт та один з засновників Smoking Popes ударник Майк Філамлі замінив його. From Here to Infirmary, виданий лейблом Vagrant Records весною 2001. У 2002 Jade Tree Records видали с пільну збірку Hot Water Music/Alkaline Trio split EP яка отримала схвальні відгуки. Обидва гурти виконали оригінальні композиції та кавери на пісні один одного. Good Mourning вийшов у 2003, ставши першим альбомом з ударником Дереком Грантом, одним з засновників гуртів Suicide Machines та Thoughts of Ionesco. Під час запису Good Mourning, Скіба мав проблеми з рефлюксною хворобою через свою дієту, відсутність вокальної розминки та його попередні проблеми з алкоголем та наркотиками.
Гурт видав альбом Crimson у 2005 та збірку Remains у 2007. Agony & Irony, їх перший реліз на лейблі Epic Records, виданий у липні 2008. У січні 2010 вони видали альбом This Addiction на їх власному лебйлі Heart & Skull за підтримки Epitaph Records. У липні 2011, вони видали напів-акустичний альбом під назвою Damnesia, щоб увіковічити 15 років гурту. Їх дев'ятий альбом, My Shame Is True був виданий у квітні 2013.

## Blink-182

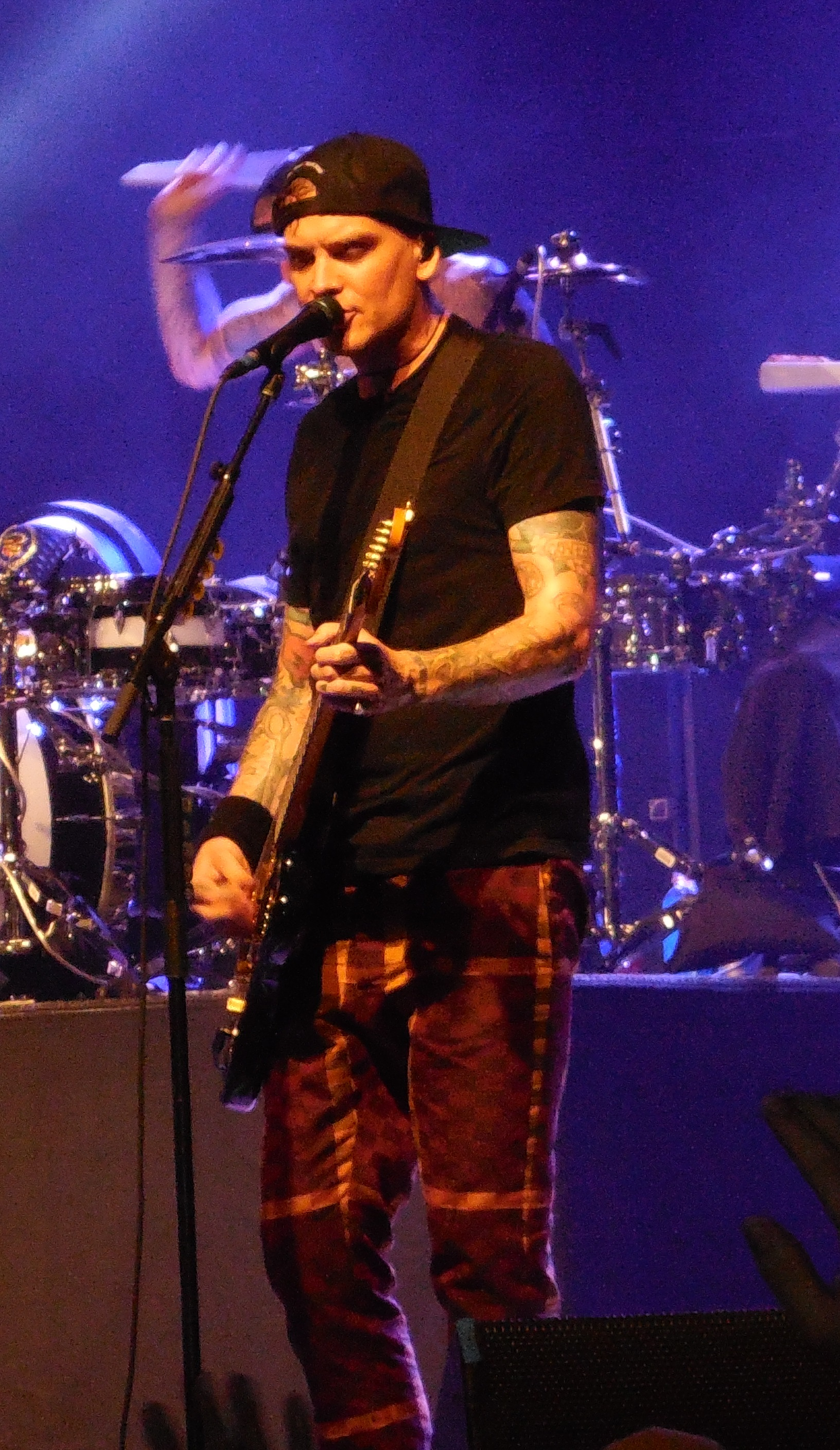
Скіба під час виступу разом з Blink-182 у 2015 на the Musink Festival.

Після виходу Тома ДеЛонга з Blink-182 у 2015, Марк Гоппус запросив Скібу допомогти гурту, він виступив на двох шоу на the Musink festival у березні 2015. Пізніше того ж року, гурт включив Скібу в офіційний склад. Пізніше він взяв участь у записі альбому Blink-182 California, виданий 1 липня 2016.

## Сторонні проекти та соло
У 2001 він почав запис першого соло туру з The Plea for Peace Tour, що складався переважно з акустичних версій пісень Alkaline Trio з ударними на фоні у деяких шоу.
Його перший соло реліз вийшов у 2002 у вигляді спільного альбому з Kevin Seconds з гурту 7 Seconds. Пісні були переважно акустичні з ударними, бас-гітарою та піаніно у виконанні Скіби. Alkaline Trio досі інколи виконує пісню «Good Fucking Bye».
У 2005 Скіба подарував пісню «Demons Away» лебйлу Fat Wreck Chords' для збірки Protect: A Benefit for the National Association to Protect Children.
У 2006 Скіба створив гурт Heavens з бас-гітаристом гурту F-Minus Джозі Стейнбрік. Гурт видав Patent Pending 12 вересня 2006.
Також у 2006 Скіба подарував композицію «Rock 'n' Roll High School» виконану на Brats on the Beat: Ramones for Kids, триб'ют альбомі виданому на лебйлі Go-Kart Records.
У травні 2007 Скіба відіграв п'ять шоу разом з Чаком Реганом з Hot Water Music.
У кінці грудня 2008 Стейнбрік на сторінці Heavens у MySpace, «This is no longer a Heavens page. Sorry, that's just the way it's going down. Matt will still be doing Trio stuff and last I heard he might be working on a wonderful solo record. I'm not really positive actually but I'm sure it will be great.» За деякий час гурт розпався.
18 серпня 2009, Скіба, Гранд, Грег Корнер та Джоні Редтке з Kill Hannah дебютували як кавер супергурт  Them Crooked Vulvas (та іноді виступали під назвою A Perfect Circus).
10 серпня, він видав соло альбом під назвою Demos на лейблі Asian Man Records. Альбом вважається попередником майбутнього альбому Alkaline Trio.
У січні 2012, Скіба видав міні-альбом з учасником гурту Angels and Airwaves та The Offspring ударником Атомом Віллардом під назвою The Hell. Їх дебютний міні-альбом називався Sauve Les Requins.
Скіба видав свій другий студійний соло-альбом, Babylon, 8 травня 2012. У альбомі Скіба є лідером гурту під назвою Matt Skiba and the Sekrets, фоновий гурт складається з басиста гурту AFI Хантера Бургана, та тимчасового ударника з My Chemical Romance Джерарда Александера. «Voices» вийшла на радіо 1 травня 2012.
На початку 2013, Метт Скіба запросив Майка Парка з Asian Man Records для видання двох перших альбомів гурту The Smith Street Band в Америці. Метт зустрів гітариста гурту Лі Хертні та був під враженням від нього як особистості так і від його музики. Blink 182 & The Smith Street Band будуть грати разом у 2017 на Hurricane Festival в Німеччині.
Метт Скіба підтвердив, що він зараз працює над сольним релізом, a screenplay, і над панк-записом для дітей за участю Марка Гоппуса.
У березні 2015, Matt Skiba and the Sekrets записали альбом, Kutz, який був виданий 1 червня.

## Інструменти
Хоча він почав виступати в ролі прихильника гітар Gibson Les Paul, Скіба зараз грає на гітарах Fender Jaguar. Він також грав на гітарах Gibson Les Paul Junior, Gibson SG, Fender Stratocaster та Fender Jazzmaster у минулому.
Він також має два іменних інструменти:
- GPC видали лімітовану серію гітар Matt Skiba Signature Jaguar, всього було виготовлено 200 екземплярів.[10]
- Fender продає підписану акустичну гітару під назвою Alkaline Trio Malibu.[11]

Скіба використовує різноманітні підсилювачі та шафи, включаючи ті, що виготовлені Orange, Marshall, Fender, Diezel та Bogner. Він також використвовує різні педалі виробництва Line 6.

## Особисте життя
Скіба є веганом та практиком техніки трансцендентальної медитації згідно з інтерв'ю AOL Interface. Він сказав, що чіткий і спокійний стан розуму, який вона надає, значною мірою допоміг його творчому процесу, хоча спочатку він вважав, що «змучена душа» є більш вигідною. Книга Catching the Big Fish Девіда Лінча змусила його змінити свою думку, і тепер він вважає, що спокійний стан більш корисний для творчості.
Скіба переїхав до території затоки Сан-Франциско у 2001, він зараз живе у Лос-Анделесі. Він має татту «Love Song» на гомілках. Скіба є  великим фанатом гуртів The Cure, The Damned, Green Day та Nirvana великим шанувальником Девіда Лінча. Скіба розлучений. Він близький друг Фета Майка з NoFX і був його дружбою на весіллі.

## Дискографія
| - Метт Скіба / Kevin Seconds (2002) - Demos (2010) - Goddamnit (1998) - Maybe I'll Catch Fire (2000) - From Here to Infirmary (2001) - Good Mourning (2003) - Crimson (2005) - Agony and Irony (2008) - This Addiction (2010) - Damnesia (2011) - My Shame Is True (2013) - California (2016) - California Deluxe Edition (2017) - Patent Pending (2006) | - Babylon (2012) - Haven't You EP (2012) - Kuts (2015) - Sauve Les Requins (2012) - Southern Medicine (2013) - New Found Glory — «Forget My Name» у альбомі Sticks and Stones - Avoid One Thing — «Pop Punk Band» - Atari Star — «Winter Birthmark» - Say Anything — «About Falling» з подвійного альбому In Defense of the Genre - H2O — «What Happened?» з альбому Nothing to Prove - Common Rider — бек-вокал у альбомі This is Unity Music - Chuck Ragan — «The Boat» з Feast or Famine, «Do What You Do» з Feast or Famine - Ashes Divide — «The Prey» з Keep Telling Myself It's Alright - Rise Against — «Hairline Fracture» з Appeal to Reason, «Midnight Hands» з Endgame - Laura Jane Grace — «Amputations» з Heart Burns - Джефрі Стар — «Louis Vuitton Body Bag» з Beauty Killer - William Control — «Deathclub» з Underworld: Rise of the Lycans - Kill Hannah — «Promise Me» з Wake Up the Sleepers - The Bouncing Souls — «Hybrid Moments» з Complete Control Recording Sessions - Dave Hause — «Benediction» з Devour - Teenage Time Killers — «Barrio» з Greatest Hits Vol. 1 - Andy Black — «Stay Alive» з The Shadow Side |